# Ryan Leslie
Anthony Ryan Leslie, född 25 september 1978 i Washington, D.C., är en amerikansk musikproducent och sångare. Han är grundare av NextSelection Lifestyle Group, ett marknadsförings- och medieföretag och främst känd för sitt produceringsarbete med NextSelection/Bad Boy Records/Atlantic Records då han spelade in låten "Me & U" med artisten Cassie. Ryan Leslie släppte 2012 sitt tredje studioalbum Les Is More.  

## Biografi

### Tidigt liv
Leslie började på college (Harvard University) hösten 1994 och avlade vid 19 års ålder examen i Government and Economics (ungefär samhällskunskap och nationalekonomi). Han bor nu i Harlem i New York City.

### Produktion
Leslie har producerat musik i många olika stilar: hiphop, R&B, pop, gospel och dancehall. Han har producerat musik åt bland andra Beyoncé, Britney Spears, Cassie, JoJo, Nina Sky, Danity Kane, Diddy, Snoop Dogg,  Donell Jones, Katharine McPhee, New Edition, One Chance, B5, Cheri Dennis, Latif och Megan Rochell.

## Diskografi

### Album
- 2005: Just Right (Mixtape)
- 2007: Used To Be (Mixtape)
- 2008: Ryan Leslie
- 2009: Transition
- 2012: Les Is More
- 2013: Black Mozart

### Samlingsskivor
- 2005: The Talented Mr. Leslie'
- 2006: The Official Next Selection Mixtape

### Utvalda produktioner
- "Keep Giving Your Love To Me" av Beyoncé
- "Me & U" av Cassie
- "I Love You" av Cheri Dennis där Jim Jones och Yung Joc medverkar
- "Better Start Talking" av Donell Jones där Jermaine Dupri medverkar
- "If You Want" producerad med Kadis & Sean av Donell Jones där Bun B medverkar
- "Hot 2Nite" av New Edition
- "Down 4 Me" av Loon där Mario Winans medverkar
- "Like That" av JoJo
- "Heavyweights" av Tha Dogg Pound där Snoop Dogg medverkar
- "Really Didn't Matter" av Nina Sky
- "Long Way 2 Go av Cassie
- "Ooh Ahh" av Danity Kane
- "Touching My Body" av Danity Kane
- "U Make Me Say Oh Ah" av Danity Kane
- "My Mistake" av Megan Rochell
- "Choose Us" av Nelson
- "Down 4 Me" av Loon & Mario Winans
- "Hands on you" av Donell Jones
- "Miracle" av Lex
- "Get Lost In Your Love" av Lea
- "Sometimes" av Cassie
- "Hold Tight av Corey Williams
- "It Wuz U" av Anaya
- "Not With U" av Cassie
- "Hold Me Now" av Mia Rose
- "Dominico Dancing" av Kashif

### Gästsånger
- Kiss Me av Cassie
- Just One Nite av Cassie
- Me & U (Ryan Leslie Remix) av Cassie
- U Think U Know av Latif
- Can't Let This Go On av Anaya
- Choose Us av Nelson
- Serious av Nelson
- Ride 4 Me av Lex
- Sometimes av Cassie